# Isla Celebroña
La isla Celebroña (en inglés: Kidney Island) es una pequeña isla de 33 hectáreas ubicada al este de la isla Soledad, en las islas Malvinas y cerca de Puerto Argentino. Es una reserva natural y se encuentra cubierta de vegetación. La vida silvestre principal incluye diferentes especies de pingüinos (magallánicos, emperador, etc.) y leones marinos. La isla está en el extremo este del Bahía de la Anunciación, cerca de la caleta Riñón, y está separada de Puerto Groussac por la punta Celebroña.
La isla es administrada por el Reino Unido como parte del Territorio de Ultramar de las Islas Malvinas y es reivindicada por la República Argentina, que la hace parte del Departamento Islas del Atlántico Sur dentro de la Provincia de Tierra del Fuego, Antártida e Islas del Atlántico Sur.

## Historia
Durante la guerra de las Malvinas, el 1 de mayo de 1982, se libró un combate aeronaval menor en aguas próximas a esta isla. En el mismo, la lancha patrullera  PNA Islas Malvinas (GC-82) de la Prefectura Naval Argentina fue dañada por un helicóptero Westland Lynx HAS.Mk.2/3 de la fragata británica HMS Alacrity. 
En el combate, el helicóptero británico resultó seriamente dañado por el fuego de fusilería del ARA Forrest.